# Castillo de Kilchurn
El castillo de Kilchurn es un castillo del siglo XV en estado de ruinas, situada en el extremo noreste del Lago Awe, en el Consejo unitario de Argyll and Bute, en Escocia.
Fue la casa de los Campbell de Glenorchy, que posteriormente se convertirían en Condes de Breadalbane, también conocidos como la rama Breadalbane del Clan Campbell. La construcción más antigua del castillo fue la torre y el Laich Hall (que da al Lago Awe). Hoy en día, su posición pintoresca y su romántico estado de ruinas le han convertido en una de las estructuras más fotografiadas de Escocia. Muy cerca del castillo se encuentra St Conan’s Kirk, otro gran atractivo turístico de la zona.

## Historia
El Castillo de Kilchurn fue construido alrededor del año 1450 por Sir Colin Campbell, primer Lord de Glenorchy, como una torre de cinco plantas con un patio defendido por un muro exterior. Para el año 1500 se añadió un ala y un salón en el lado sur del castillo. Se levantaron más edificios en los siglos XVI y XVII. El Castillo estaba en una pequeña isla poco más grande que el propio castillo, aunque actualmente está conectado con el continente debido a que se alteró el nivel del agua en 1817.
Con la llegada del siglo XVI el Castillo de Kilchurn fue ampliado por Sir Duncan Campbell, que añadió un salón comedor de una planta. Durante la segunda mitad del siglo, Sir Colin Campbell, el 6º Laird, continuó mejorando el castillo añadiendo algunas cámaras a la parte norte de la torre, y remodelando el parapeto. Esto incluyó la introducción de los torreones circulares de las esquinas adornados con mensuras, muchas de las cuales han sobrevivido. Y
A finales del siglo XVI el Clan MacGregor de Glenstrae ocupó el castillo. Una vez que poseyeron las tierras de Glenorchy durante el siglo XIV, hasta que pasaron al Clan Campbell debido a un matrimonio, los MacGregor fueron nombrados guardianes del Castillo de Kilchurn debido a que los Campbell pasaban mucho tiempo en Fincharm. Esto duró hasta principios del siglo XVII, cuando un violento enfrentamiento entre las dos familias hizo que el castillo volviera a manos de los Campbell.
En 1681 Sir John Campbell de Glenorchy fue nombrado primer Duque de Breadalbane. Para sacar provecho de su época, convirtió el Castillo en un cuartel moderno, capaz de albergar hasta a 200 hombres. Su principal incorporación fue el bloque de tres pisos en forma de L en el lado norte.
Kilchurn fue usado como guarnición del Gobierno durante los alzamientos Jacobitas de 1715 y 1745. Los Campbell intentaron, sin éxito, vender el castillo al gobierno, después de mudarse en 1740 al Castillo de Taymouth en Perthshire.
En 1760 el castillo fue dañado por un trueno y posteriormente abandonado; los restos de un torreón de una de las torres, dan testimonio de la violencia de la tormenta. Esa tormenta le dejó en ruinas.
Las ruinas están a cargo de Historic Scotland (Escocia Histórica), y están abiertas al público durante el verano. El acceso, únicamente en verano, se puede realizar tanto por barco desde el muelle de Lochawe, como a pie desde Dalmally. Ambos puestos están en la carretera A85.